# Brinje

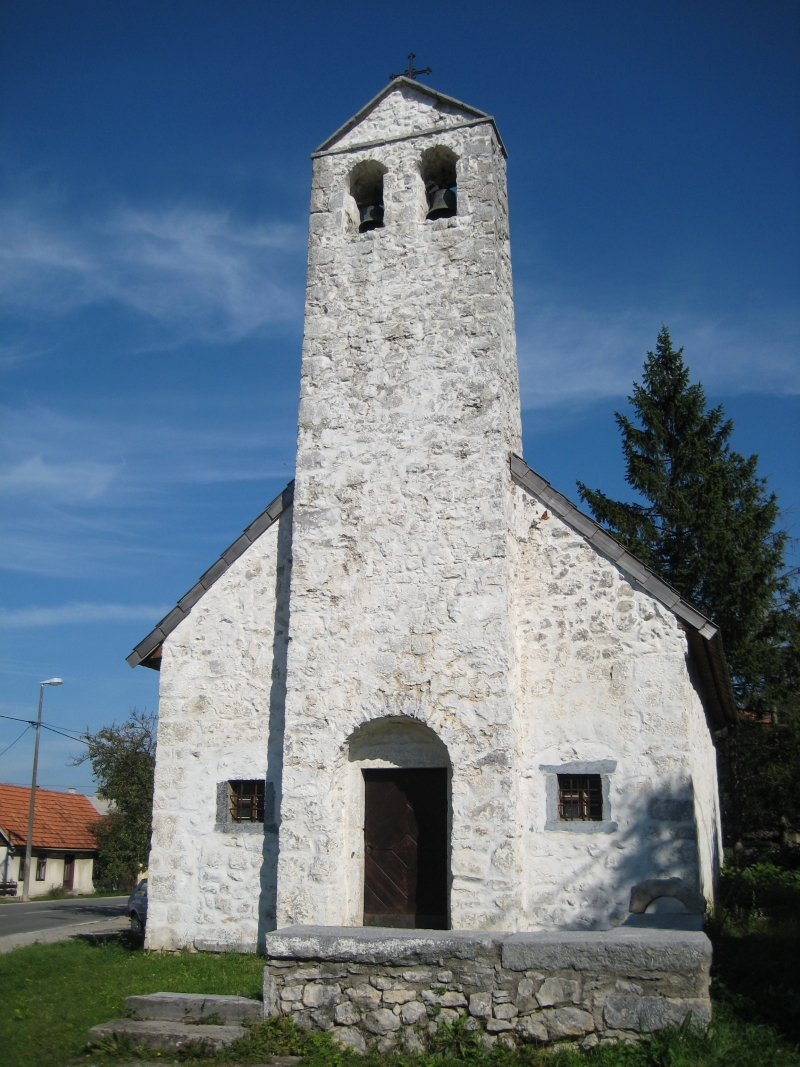
Kapellet Heliga Fabian och Sebastian

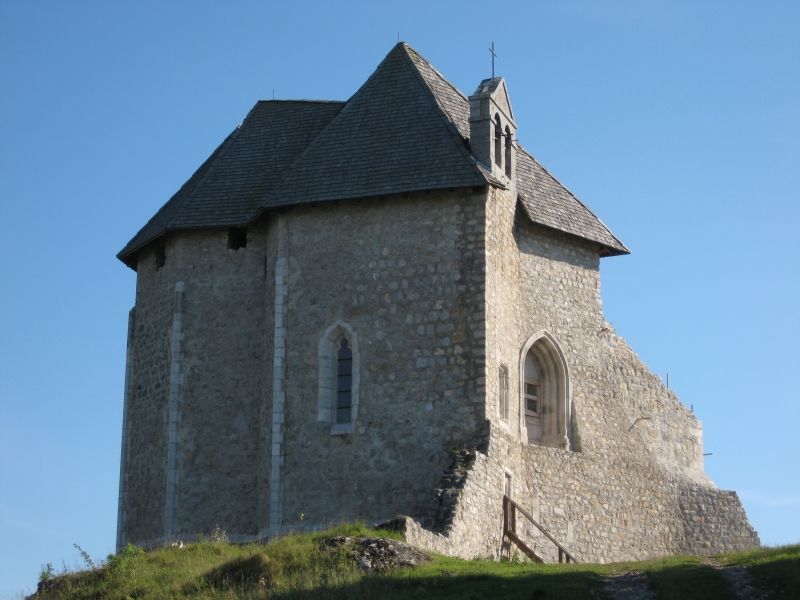
Kapellet Heliga Maria

Brinje är en stad i regionen Lika i Kroatien. Staden ligger i Lika-Senjs län och har 4 081 invånare (2001). Staden har gått under namnet Brinje sedan år 1343.

## Brinje kommun (antal invånare)
- Brinje - 1 708
- Glibodol - 41
- Jezerane - 375
- Križ Kamenica - 286
- Križpolje - 655
- Letinac - 222
- Lipice - 254
- Prokike - 122
- Rapain Klanac - 10
- Stajnica - 301
- Vodoteč - 98
- Žuta Lokva - 37